# Jaroslav Hellebrand
Jaroslav Hellebrand   (Praga, 30 de desembre de 1945) és un remer txec, ja retirat, que va competir sota bandera de Txecoslovàquia durant les dècades de 1960 i 1970.
Durant la seva carrera esportiva va prendre part en tres edicions dels Jocs Olímpics d'Estiu, el 1968, 1972 i 1976. A Ciutat de Mèxic i Múnic fou dotzè en les proves del programa de rem que disputà, mentre el 1976, a Mont-real, guanyà la medalla de bronze en la prova del quàdruple scull. Formà equip amb Zdenek Pecka, Václav Vochoska i Vladek Lacina.
En el seu palmarès també destaquen tres medalles al Campionat del Món de rem: de plata el 1975, en el quàdruple scull, i de bronze el 1970 i 1974, en scull individual i quàdruple scull respectivament; i dues de bronze en el doble scull al Campionat d'Europa de rem, el 1965 i 1967.